# Tajnosti pařížské

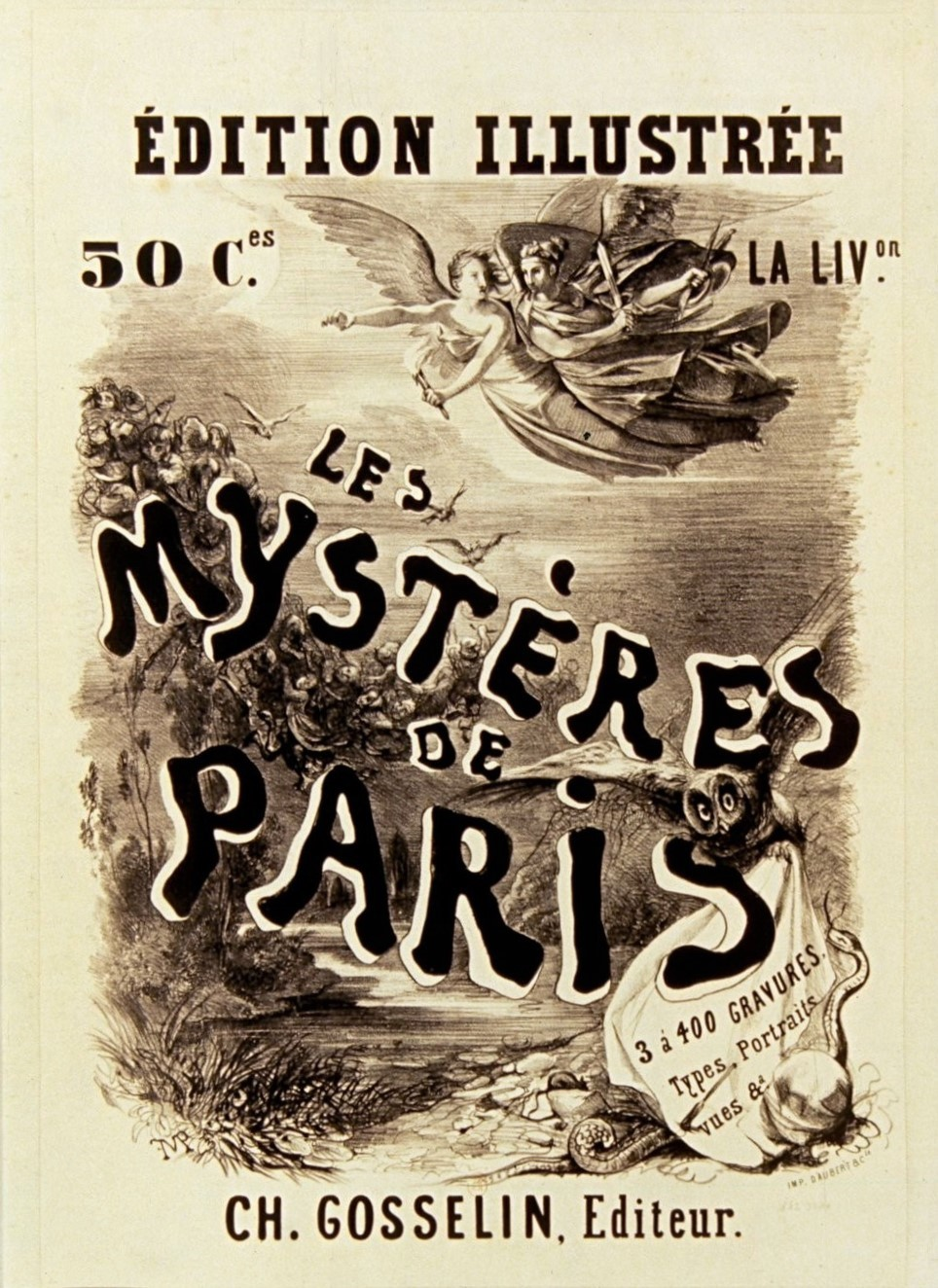
Plakát z roku 1843 oznamující vydání knihy.

Tajnosti pařížské (1842-1843, Les Mystères de Paris) je nejznámější a prakticky dnes jediné vydávané dílo francouzského spisovatele Eugèna Suea, které vycházelo velice úspěšně na pokračování jako tzv. román-fejeton v deníku Le Journal des Débats.

## Obsah románu a jeho hodnocení
Jde v podstatě o dobrodružný román, ve kterém se mísí sociální kritika s velmi naivním romantismem. Hlavním, téměř pohádkovým hrdinou románu je německý princ Rudolf z Gerolsteinu, který v přestrojení přichází do Paříže, aby pomáhal chudým, odměňoval dobro a trestal zlo. Ústřední zápletka spočívá v jeho setkání s mladičkou prostitutkou Fleur de Marie (v českých překladech Pěnkava nebo Hrdlička), jíž se ujímá dojat její krásou a ušlechtilostí a která se po četných zvratech děje ukáže být jeho dcerou z tajného svazku z mládí. Kolem tohoto dějového pásma, které se dovršuje smrtí Fleur de Marie v klášteře, kam se uchýlila za účelem pokání za svůj život, se vrství četné linie vyprávění, jejichž prostřednictvím je do románu včleňována bohatá galerie postav, reprezentující různé společenské vrstvy a různé ožehavé stránky života – bídu, vykořisťování, korupci, násilnictví, kriminalitu.
Proti ostatním Sueovým dílům trpí Tajnosti pařížské snad o něco méně povrchní psychologií a předem očekávatelným duševním vývojem černobíle vytvořených postav. Například jednotlivé postavy z podsvětí jsou dodnes považovány za dokonalé studie zločineckých typů. Rovněž uměle vykonstruované dějové zápletky nejsou tak nepravděpodobné jako v jiných Sueových dílech. Konzistence a soudružnost románu je však i tak dosti narušena tím, že hlavním cílem Eugèna Suea bylo zaujmout čtenáře natolik, aby si zakoupil další pokračování.
To, že je kniha dodnes vydávána a čtena, je dáno především tím, že se vyznačuje poutavým až melodramatickým dějem, silnou (ačkoliv jinak dosti povrchní) společenskou kritikou s výrazným sociálním cítěním a pochopením pro problémy drobných hrdinů.

## Ohlasy Tajností pařížských v jiných literárních dílech
Pod vlivem Tajností pařížských vznikla celá řada dalších děl od jiných spisovatelů. Za všechny jmenujme alespoň:
- George W. M. Reynolds: The Mysteries of London (1844, Tajnosti Londýna),
- Paul Féval starší: Les Mystères de Londres (1844, Tajnosti Londýna),
- Victor Hugo: Les Misérables (1862, Bídníci, někdy česky též jako Ubožáci),
- Émile Zola: Les mystères de Marseille (1867, Tajnosti města Marseille),
- Josef Svátek: Tajnosti pražské (1868),
- Francesco Mastriani: I misteri di Napoli (1869-(1870, Tajnosti neapolské),
- Jean de La Hire: Les mystères de Lion (1938, Tajnosti lyonské),
- Leo Malet: Les Nouveaux Mystères de Paris (1954-1959, Nové tajnosti pařížské), označení série detektivních příběhů s Nestorem Burmou.

## Filmové adaptace
- Les Mystères de Paris (1909, Tajnosti pařížské), Francie, režie Victorin-Hippolyte Jasset, němý film,
- Les Mystères de Paris (1911, Tajnosti pařížské), Francie, režie Albert Capellani, němý film,
- Parigi misteriosa (1917, Tajnosti pařížské), Itálie, režie Gustavo Serena, němý film,
- The Mysteries of Paris (1920, Tajnosti pařížské), USA, režie Ed Cornell, němý film,
- Les Mystères de Paris (1922, Tajnosti pařížské), Francie, režie Charles Burguet, němý film,
- Secrets of Paris (1922, Tajnosti pařížské), USA, režie Kenneth S. Webb, němý film,
- Les Mystères de Paris (1935, Tajnosti pařížské), Francie, režie Félix Gandéra,
- Les Mystères de Paris (1943, Tajnosti pařížské), Francie, režie Jacques de Baroncelli,
- Les Mystères de Paris (1962, Tajnosti pařížské), Francie, režie André Hunebelle, v hlavní roli Jean Marais,
- Les Mystères de Paris (1980, Tajnosti pařížské), Francie, režie André Michel, televizní seriál.

## Česká vydání
- Tajnosti pařížské, H. Silber, Praha 1862, dva svazky,
- Tajnosti pařížské, Borský a Šulc, Praha 1924-1925, přeložil F. Potměšil, sedm svazků,
- Tajnosti pařížské, Henning Franzen, Praha 1929, přeložil Karel Čvančara,
- Tajnosti pařížské, Šolc a Šimáček, Praha 1930-1931, přeložil S. T. Eifer, znovu Český deník, Plzeň 1935-1937, kniha vyšla v osmi dílech:
  - Kytička, 1930 a 1935,
  - Učitel a sova, 1930 a 1936,
  - Hrdlička a Rudolf, 1930 a 1936,
  - Vlčice a zpěvačka, 1930 a 1936,
  - Ostrov Rýžovníkův, 1931 a 1936,
  - Strážce bezpečnosti,,1931 a 1936,
  - Marie a Sára 1931 a 1937,
  - Princezna Amalie, 1931 a 1937.
- Tajnosti pařížské, Odeon, Praha 1970, přeložila Věra Dvořáková, znovu Svoboda, Praha 1992, Levné knihy KMa, Praha 2004.